# دلفی اتوموتیو

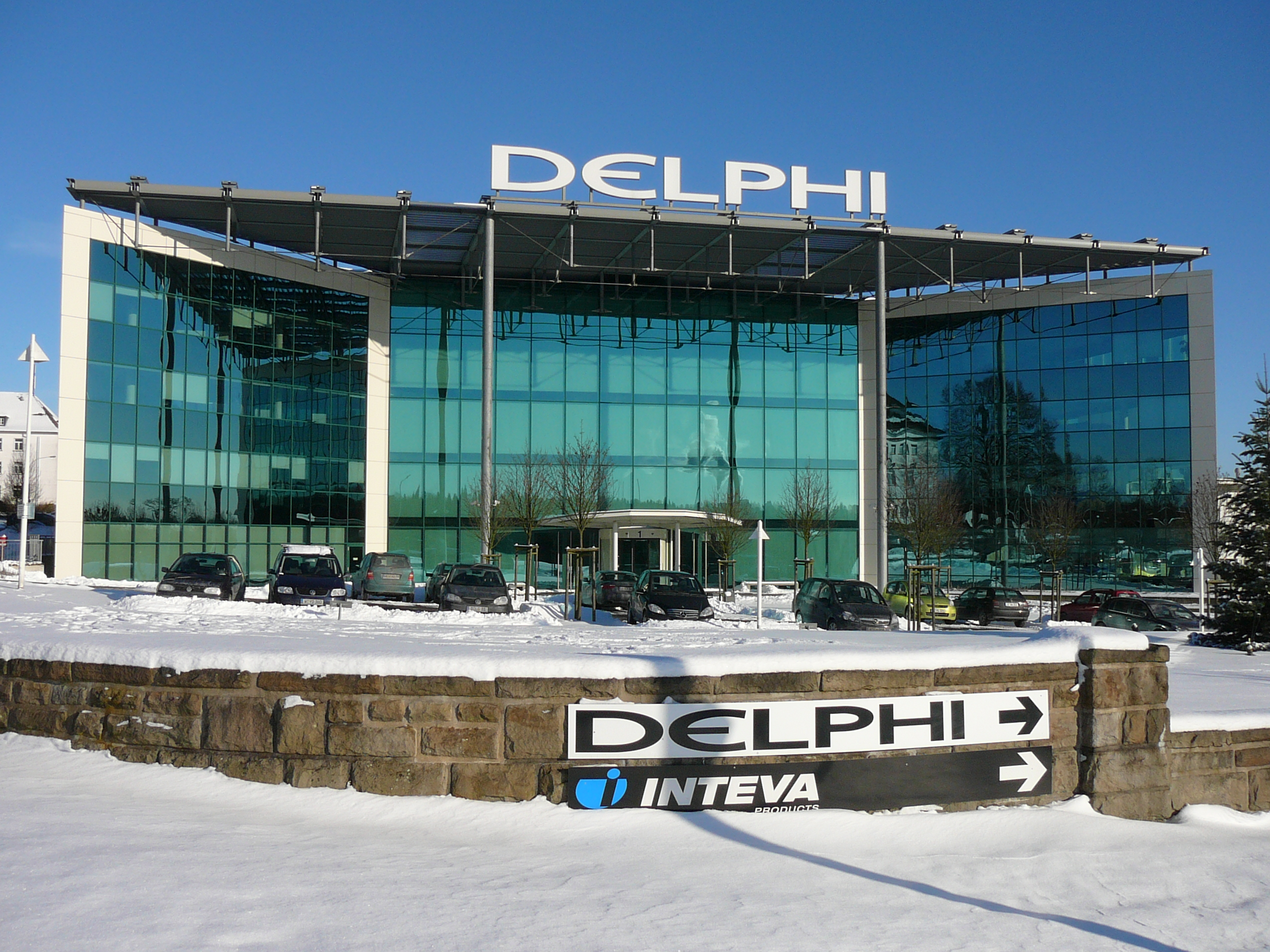
ساختمان اداری از دلفی در ووپرتال، آلمان

دلفی اتوموتیو، (به انگلیسی: Delphi Automotive) شرکت خودروسازی آمریکایی است، که در زمینه تولید سیستم‌های برقی اتومبیل، قطعات و ماژول‌های خودرو فعالیت می‌نماید.
شرکت دلفی اتوموتیو در سال ۱۹۹۴ توسط جنرال موتورز در شهر تروی، میشیگان راه‌اندازی شد و در حال حاضر دارای ۲۹ کارخانه تولیدی، ۱۲۶ شرکت تابعه و ۱۵ مرکز تحقیق و توسعه در ۳۲ کشور جهان می‌باشد.
دفتر مرکزی این شرکت در شهر جیلینگهام، کنت، بریتانیا قرار دارد و سهام آن در بازار بورس نیویورک معامله می‌شود.

## تاریخچه استقلال برند دلفی
استقلال برند دلفی آسان نبود ودربر گیرنده هزینه هایی برای این شرکت بود زیرا در حالی که دیگر بخشی از جنرال موتورز نبود، شرکت مستقل اکنون هزینه های بالای نیروی کار و حقوق بازنشستگی را که در زمانی که بخشی از جنرال موتورز بود به همراه داشت. ۴.۸ میلیارد دلار در سال ۲۰۰۴ و نزدیک به ۷۵۰ میلیون دلار در نیمه اول سال ۲۰۰۵ از دست داد که منجر به ورشکستگی آن شد.اما این ورشکستگی زیاد طولی نکشید و دلفی در سال ۲۰۰۹ از ورشکستگی خارج شد و توانست با قدرت و صلابت بیشتری وارد بازار رقابت در زمینه تولید قطعات خودرو شود.
در 5 دسامبر 2017، دلفی اتوموتیو نام خود را به Aptiv تغییر داد و پیشرانه و مشاغل مرتبط با بازار پس از آن را به یک شرکت مستقل Delphi Technologies PLC تبدیل کرد. برند دلفی تکنولوژی با ارزش 4.5 میلیارد دلار، تجارت خود را تحت نماد سابق دلفی خودرو DLPH در بورس نیویورک آغاز کرد و در 6 دسامبر 2017 به شاخص S&P MidCap 400 اضافه شد.
این شرکت قطعاتی را در زمینه محصولات یدکی خودرو، سیستم‌های احتراق، محصولات الکتریکی و نرم‌افزار و کنترل‌ها را ارائه می‌کند و در بازارهای خودروهای سواری و وسایل نقلیه تجاری و در تعمیر خودرو از طریق یک شبکه جهانی خدمات پس از فروش فعالیت می‌کند. دلفی شرکتی با ۲۰۰۰۰ کارمند از جمله ۵۰۰۰ مهندس دارد. دفتر مرکزی آن در لندن، انگلستان است و مراکز فنی، سایت های تولیدی و خدمات پشتیبانی مشتری را در ۲۴ کشور اداره می کند